# Helnessund
Helnessund est une localité du comté de Nordland, en Norvège.

## Géographie
Administrativement, Helnessund fait partie de la kommune de Steigen.